# Gliese 50
Gliese 50 is een hoofdreeksster van het type K, gelegen in het sterrenbeeld Walvis op 112 lichtjaar van de Zon. De ster heeft een baansnelheid rond het galactisch centrum van 81,4 km/s.